# Iglesia de Nuestra Señora de la Capilla
La iglesia de Nuestra Señora de la Capilla (en francés: Église Notre-Dame de la Chapelle; en neerlandés:  Onze-Lieve-Vrouw-ter-Kapellekerk) es una iglesia católica situada en el barrio de Marolles / Marollen de Bruselas, Bélgica.
Fue fundada en 1134 por Godfrey I de Lovaina, cerca de lo que entonces eran las murallas de la ciudad. La edificación actual data del siglo XIII. Parte del edificio fue dañado por los franceses durante el bombardeo de Bruselas en 1695, en la Guerra de la Gran Alianza. Fue restaurada en 1866 y nuevamente en 1989. Alberga obras de Jérôme Duquesnoy (II) y Lucas Faydherbe.
Pieter Bruegel el Viejo fue enterrado en esta iglesia. El monumento funerario erigido en su honor se encuentra todavía en su lugar. Parte de las reliquias de san Bonifacio de Bruselas, el obispo de Lausana, fueron enterradas aquí.